# Lu Han
Pour l’article homonyme, voir Luhan.
Lu Han (盧漢, 1895-1974) est un général chinois d'ethnie Yi.
Formé à l'académie militaire du Yunnan, membre du Kuomintang, il est commandant du 1er groupe d'armée durant la seconde guerre sino-japonaise.
En tant que membre du Kuomintang, il soutient le Việt Nam Quốc Dân Đảng contre la colonisation française et commande les forces chinoises en septembre 1945 qui occupent le Nord de l'Indochine pendant six mois entre la reddition des occupants japonais et le retour des forces coloniales françaises dans la région.
Il est cousin avec Long Yun et lui succède en tant que gouverneur du Yunnan de 1945 à 1949, date à laquelle il rallie les communistes.